# Seznam hradišť v Pardubickém kraji
Seznam hradišť v Pardubickém kraji obsahuje pravěká a raně středověká hradiště na území Pardubického kraje včetně nepotvrzených objektů a objektů s nejistou lokalizací. Přestože přehled uvádí osídlení lokality v různých obdobích pravěku a raného středověku, neznamená to, že dané hradiště existovalo ve všech uvedených obdobích.
| Název               | Obrázek | Kategorie Commons                                          | Lokalita         | Doba osídlení lokality / poznámka                   | Souřadnice                       |
| ------------------- | ------- | ---------------------------------------------------------- | ---------------- | --------------------------------------------------- | -------------------------------- |
| České Lhotice       |         | Kategorie „České Lhotice (oppidum)“ na Wikimedia Commons   | České Lhotice    | Doba laténská                                       | 49°51′34″ s. š., 15°46′49″ v. d. |
| Čistá               |         | Název kategorie na Wikimedia Commons nebyl zadán           | Čistá            | Nedatované hradiště                                 |                                  |
| Darebnice           |         | Kategorie „Darebnice Castle“ na Wikimedia Commons          | Běstovice        | Doba bronzová, halštatská                           | 50°0′58″ s. š., 16°11′25″ v. d.  |
| Dlouhá Loučka       |         | Název kategorie na Wikimedia Commons nebyl zadán           | Dlouhá Loučka    | Doba hradištní                                      | 16°38′29″ s. š., 49°43′8″ v. d.  |
| Hradiště u Mařína   |         | Název kategorie na Wikimedia Commons nebyl zadán           | Jevíčko          | Doba hradištní                                      | 49°40′22″ s. š., 16°38′48″ v. d. |
| Hrádníky            |         | Kategorie „Hrádníky Castle“ na Wikimedia Commons           | Zářecká Lhota    | Doba bronzová a raný středověk                      | 16°15′ s. š., 49°59′54″ v. d.    |
| Hrubé kolo          |         | Kategorie „Hrubé Kolo“ na Wikimedia Commons                | Biskupice        | Doba bronzová, halštatská                           | 49°38′44″ s. š., 16°45′52″ v. d. |
| Hrutov              |         | Název kategorie na Wikimedia Commons nebyl zadán           | Benátky          | Doba hradištní                                      | 49°51′17″ s. š., 16°19′45″ v. d. |
| Chrudim             |         | Název kategorie na Wikimedia Commons nebyl zadán           | Chrudim          | Eneolit, doba bronzová, halštatská a raný středověk | 15°47′44″ s. š., 49°57′5″ v. d.  |
| Kunětická hora      |         | Kategorie „Kunětická hora“ na Wikimedia Commons            | Ráby             | Doba bronzová, halštatská; nejisté hradiště         | 15°48′47″ s. š., 50°4′48″ v. d.  |
| Mladějov            |         | Název kategorie na Wikimedia Commons nebyl zadán           | Mladějov         | Doba hradištní                                      | 49°49′18″ s. š., 16°34′35″ v. d. |
| Moravská Třebová    |         | Název kategorie na Wikimedia Commons nebyl zadán           | Moravská Třebová | Doba bronzová                                       | 49°45′24″ s. š., 16°39′58″ v. d. |
| Pěšice              |         | Název kategorie na Wikimedia Commons nebyl zadán           | Pěšice           | Doba bronzová a raný středověk                      | 49°54′52″ s. š., 16°4′4″ v. d.   |
| Pumberka            |         | Název kategorie na Wikimedia Commons nebyl zadán           | Chrudim          | Eneolit, doba bronzová, halštatská                  | 15°48′56″ s. š., 49°57′17″ v. d. |
| Rabouň              |         | Název kategorie na Wikimedia Commons nebyl zadán           | Rabouň           | Nedatované hradiště                                 | 49°52′6″ s. š., 16°4′11″ v. d.   |
| Srbce               |         | Název kategorie na Wikimedia Commons nebyl zadán           | Srbce            | Nedatované a nejisté hradiště                       | 49°54′55″ s. š., 16°3′39″ v. d.  |
| Studnice            |         | Název kategorie na Wikimedia Commons nebyl zadán           | Studnice         | Nedatované hradiště                                 | 15°53′ s. š., 49°44′6″ v. d.     |
| Svídnice u Slatiňan |         | Název kategorie na Wikimedia Commons nebyl zadán           | Svídnice         | Doba bronzová                                       | 49°52′35″ s. š., 15°48′42″ v. d. |
| Štěnec              |         | Název kategorie na Wikimedia Commons nebyl zadán           | Štěnec           | Doba hradištní                                      | 49°56′5″ s. š., 16°3′37″ v. d.   |
| Topol               |         | Kategorie „Hradiště Na Hradě (Topol)“ na Wikimedia Commons | Topol            | Eneolit, doba halštatská                            | 15°50′4″ s. š., 49°57′59″ v. d.  |
| Vraclav             |         | Kategorie „Hradiště Vraclav“ na Wikimedia Commons          | Vraclav          | Doba bronzová, halštatská a raný středověk          | 16°5′32″ s. š., 49°58′12″ v. d.  |